# ایزو ۱۶

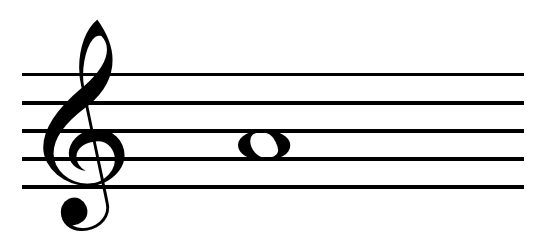
نت لا با بسامد استاندارد یا.

ایزو ۱۶ استانداردی است که توسط سازمان بین‌المللی استانداردسازی تدوین شده‌است. این استاندارد مربوط به بسامد استاندارد تنظیم سازهای موسیقایی است. مطابق این استاندارد، بسامد آن نت لا که بلافاصله بعد از چهارمین نت دو روی پیانو (موسوم به «دوی وسط» می‌آید، برابر ۴۴۰ هرتز است. بسامد بقیهٔ نت‌های ساز، بر اساس این نت و با توجه به دستگاه کوکی که انتخاب شده، تعیین می‌شوند. برای مثال در اعتدال مساوی، نت دوی وسط بسامد ۲۶۱٫۶۳ هرتز خواهد داشت.

## تاریخچه
تا پیش از این که بسامد ۴۴۰ هرتز تبدیل به استاندارد شود، بسیاری از کشورها و سازمان‌ها از بسامد ۴۳۵ هرتز برای نت لا استفاده می‌کردند؛ این بسامد اولین بار در اسناد دولتی اتریش توصیه شده بود و بعداً به عنوان یک استاندارد فرانسوی شناخته می‌شد. یوهان شیبلر مخترع اهل پادشاهی پروس، پس از آن که در سال ۱۸۳۴ میلادی دستگاه «تونومتر» را برای اندازه‌گیری زیرایی اصوات اختراع کرد، پیشنهاد استفاده از بسامد ۴۴۰ برای نت لا را داد. پیشنهاد او در همان سال توسط انجمن تاریخ طبیعی آلمان پذیرفته شد.

## فرکانس ۴۳۲
در سال‌های اخیر، بحث‌های زیادی در مورد این‌که کدام‌یک از فرکانس‌های ۴۴۰ یا ۴۳۲ هرتز بهتر هستند وجود داشته. برخی بر این باورند که صدای سازها در فرکانس ۴۳۲ گرم‌تر هستند و شنیدشان برای انسان آسان‌تر است. عده‌ای دیگر آن را دارای درخشندگی می‌دانند که باعث شفافیت ذهنی شنونده می‌شود. بزرگترین طرفداران ۴۳۲ هرتز، شنوندگان موسیقی‌های آرامش‌بخش یا مدیتیشن هستند که گویا معتقدند این فرکانس غنی‌تر و با طبیعت هماهنگ‌تر است. آن‌ها ۴۳۲ را فرکانس کائنات با مزایای معنوی و قدرت‌های شفابخش می‌دانند. با این‌حال دلیل اثبات‌شده و مشخصی برای این عقیده وجود ندارد و به‌نظر می‌رسد این برداشت بیشتر برآمده از تلقین و تحت تأثیر شنیده‌های آن‌ها از افراد و نشریاتی باشد که این نظریه را رواج می‌دهند.
مقاله فرکانس پاک‌سازی چاکرا به‌صورت کامل به بررسی صحت ادعاهای مربوط به فرکانس ۴۳۲ هرتز پرداخته و غیرواقعی بودن آن‌ها را نشان داده است.